# Tancredo de Sicilia

Blasón de la Casa Altavilla en Sicilia.

Tancredo de Lecce (Lecce, c. 1138-20 de febrero de 1194) fue conde de Lecce (1149-1194) y después rey de Sicilia desde 1190 hasta 1194. 

## Biografía
Era hijo ilegítimo de Roger de Apulia, el hijo mayor del rey Roger II de Sicilia, y de Emma, hermana de Acardo II de Lecce. 
Heredó el condado de Lecce de su abuelo, y en consecuencia a menudo es aludido como Taó. En 1189, Tancredo se rebeló y tomó el control de la isla, siendo coronado como rey Tancredo I de Sicilia a principios de 1190. Su golpe fue respaldado por el canciller Mateo d'Ajello y la oficialía, mientras que las reclamaciones de su rival, la hija del rey Roger II, Constanza y su marido, Enrique VI, rey de los romanos, fueron apoyadas por la mayoría de los nobles.
Tancredo fue un buen soldado, aunque su diminuta estatura le ganó el apodo de «Tancredulus» por el poeta cronista Pedro de Eboli. A pesar de una medida de apoyo popular, su gobierno se enfrentó a grandes desafíos desde el principio. En 1190 el rey Ricardo I de Inglaterra llegó a Sicilia a la cabeza de un gran ejército cruzado en su camino hacia Tierra Santa. Ricardo inmediatamente pidió la liberación de su hermana, Juana, encarcelada por Tancredo en 1189, junto con cada penique de su dote y su herencia. También insistió en que Tancredo cumpliera sus compromisos financieros hechos por el rey Guillermo II de Sicilia a la Cruzada. Cuando Tancredo se resistió a sus peticiones, Ricardo capturó un monasterio y el castillo de La Bagnara.
Ricardo se unió en Sicilia con el ejército cruzado francés, encabezado por el rey Felipe II de Francia. La presencia de dos ejércitos extranjeros causó el descontento entre los sicilianos. En octubre, el pueblo de Mesina se rebeló, demandando que los extranjeros abandonaran la isla. Ricardo respondió atacando Mesina, que fue conquistada el 4 de octubre de 1190. Después de que la ciudad hubiera sido saqueada y quemada, Ricardo estableció su base allí y decidió quedarse aquel invierno.
Permaneció en Mesina hasta marzo de 1191, cuando Tancredo por fin accedió a concertar un tratado. Según los principales términos del tratado:
- Juana sería puesta en libertad, recibiendo su herencia al mismo tiempo que la dote que su padre le había dado por la defunción de Guillermo II.
- Ricardo y Felipe reconocían a Tancredo como el rey legal de Sicilia y juraban los tres guardar la paz entre sus reinos.
- Ricardo proclamaba oficialmente a su sobrino Arturo de Bretaña, hijo póstumo de Godofredo, su heredero y Tancredo prometía casarse con una de sus hijas cuando Arturo llegara a la mayoría de edad (tenía entonces cuatro años).

Después de firmar el tratado Ricardo y Felipe partieron de Sicilia hacia Tierra Santa.
Después de haberse librado por fin de los cruzados, Tancredo se enfrentó a una amenaza procedente del norte. En abril de 1191, en Roma, Enrique y Constanza habían sido coronados emperador y emperatriz por el Papa Celestino III, y entonces la pareja volvió al sur para reclamar el reino de Sicilia en nombre de Constanza, que era la hija póstuma del rey Roger II de Sicilia y de su tercera esposa Beatriz de Rethel, y por consiguiente la heredera legítima al trono.
Constanza acompañó a su marido a la cabeza de un considerable ejército imperial que entró en el Regno. Las ciudades del norte del reino abrieron sus puertas a Enrique VI, inclusive las fortalezas normandas de Capua y Aversa. Salerno, que fue la principal capital de Roger II, hizo correr la voz de que Enrique VI era bienvenido e invitó a Constanza a quedarse en el antiguo palacio de su padre para librarse del calor del verano. Nápoles fue la primera en ofrecer resistencia a la campaña, soportando el asedio con la ayuda de la flota de Margaritone de Brindisi, hasta que gran parte del ejército sucumbió a la malaria. Al final el ejército imperial fue forzado a retirarse totalmente del reino. Constanza se quedó en Salerno con una pequeña guarnición, como señal de que Enrique VI regresaría pronto.
En cuanto Enrique VI se retiró con la mayor parte del ejército imperial, las ciudades que teóricamente habían recaído en el imperio, inmediatamente declararon su lealtad a Tancredo, porque la mayoría tenían miedo a que las castigase. El pueblo de Salerno vio la oportunidad de ganar el favor de Tancredo y le entregó a Constanza en Mesina, un premio importante dado que Enrique VI tenía intención de regresar. Sin embargo, Tancredo estaba dispuesto a prescindir de la ventaja de su negociación, es decir, la emperatriz, a cambio de que el papa Celestino III le legitimara como rey de Sicilia. A su vez, el Papa tenía la esperanza de que consiguiendo el viaje de regreso de Constanza a Roma, Enrique VI tendría mejor disposición hacia el papado, y también esperaba que el imperio y el reino se mantuvieran unidos. Sin embargo, los soldados imperiales pudieron intervenir antes de que Constanza fuera a Roma, y la devolvieron sin peligro a través de los Alpes.
Enrique VI había dejado guarniciones a lo largo de las fronteras del Regno. Tancredo trató de ganarse a las ciudades con considerables concesiones de privilegios. En Gravina (junio de 1192) reforzó su apoyo al Papa entregándole a un miembro de la familia real de Sicilia. En 1192 y 1193 lideró personalmente exitosas campañas contra los barones apulios. Pero a los pocos días, su muerte en Palermo (20 de febrero de 1194) abría el camino al gobierno Hohenstaufen en Sicilia.
Su esposa Sibila de Acerra estableció la regencia de su segundo hijo Guillermo III de Sicilia, pero después Enrique VI regresó a Italia, ese año, con su ejército financiado por el lucrativo rescate de Ricardo I. Nápoles se rindió en mayo, casi sin lucha, y el resto del reino hizo lo mismo. Sibilla y el leal Margaritone prepararon la defensa de Palermo, pero sus habitantes admitieron al emperador el 20 de noviembre de 1194. La familia de Tancredo cayó en manos de Enrique VI, y se rumoreó que Guillermo III, castrado y ciego, murió en Alemania en 1198, el último rey normando de Sicilia.